# 쑨리런
쑨리런(손입인,중국어 간체자: 孙立人, 정체자: 孫立人, 1900년 12월 8일 ~ 1990년 11월 19일)은 중화민국의 전 육군 장군이다. 안후이성 사람으로 1923년 베이징의 칭화 대학교 공학계를 졸업한 뒤 미국 퍼듀 대학교에 유학하여 1925년 토목공학과를 졸업하였다. 그 뒤 미국 버지니아 군사학교에서 수학하여 1927년에 졸업하였으며 미국 유학 경험의 군장교로 미국의 지원에 의한 중화민국 군사 현대화에 공헌한 인물이다. 1928년부터 난징 중앙정치학교에서 재직하였고 육군 전투부대 장교로 근무하였다. 1937년 일본군과의 상하이 전투에서 중상을 입기도 했으나 회복 후 이듬해 육군 장교에 복귀하였고 현지 각 전선에서 전투를 지휘하였다. 1945년에 육군 소장, 1948년에 육군 중장에 진급하였다. 중일전쟁과 국공내전에서 중화민국 육군 주요 지휘관 중 한 명이었다. 1950년에는 중화민국 국군 부총사령관에 임명되었다.

## 참고 인물
- 장징궈
- 장제스